# Jorkanden
Der Jorkanden ist ein Berg im indischen Bundesstaat Himachal Pradesh.
Der 6473 m hohe Berg befindet sich im Westhimalaya im Distrikt Kinnaur nördlich des Sanglatales und östlich der im Satlujtal gelegenen Stadt Kalpa. Der Jorkanden ist der höchste Berg der Kinnaur-Kailash-Kette.
5,5 km südöstlich des Jorkanden befindet sich der heilige Berg Kinnaur Kailash.
Der Jorkanden wurde im Jahr 1974 von einer Expedition der indisch-tibetischen Grenzpolizei von Nordosten her erstbestiegen.